# Kacem Noua
 Kacem Noua (né le 24 décembre 1952  à Lyon) est un peintre français contemporain.

## Biographie
Né à Lyon en 1952, il vit et travaille dans cette ville.
Une première exposition en 1981 à la galerie d'art contemporain des Musées de Nice lance une carrière nationale et internationale.